# Géza Wertheim
Géza Wertheim (* 3. Juli 1910 in Mamer; † 10. August 1979 in Bad Dürkheim, BR Deutschland) war ein luxemburgischer Bobsportler und Tennisspieler.
Wertheim gehörte bei den Olympischen Winterspielen 1928 in St. Moritz als Mitglied des Viererbobs von Marc Schœtter zu den ersten Wintersportlern, die das Großherzogtum zu Winterspielen entsandte. Das junge Team beendete die beiden Läufe auf dem 20. von 23 Plätzen.
Bei den Winterspielen 1936 in Garmisch-Partenkirchen nahm Wertheim als Anschieber von Raoul Weckbecker im Zweierbob-Wettkampf teil. Das Duo kam jedoch nicht über den 22. und letzten Platz hinaus. 
Nach dem Zweiten Weltkrieg war Wertheim als Tennisspieler aktiv und bestritt für Luxemburg zwischen 1947 und 1957 in zehn Begegnungen insgesamt 30 Partien im Davis Cup, gewann jedoch keine einzige. Zwischen 1963 und 1965 war er zudem Präsident der Fédération Luxembourgeoise de Tennis.